# Ключевой (Приморский край)
Ключевой — посёлок в Надеждинском районе Приморского края, входит в состав Надеждинского сельского поселения.

## География
Посёлок находится на берегу реки Шмидтовка, в 11 км от её впадения в Амурский залив, на расстоянии 2 км от села Вольно-Надеждинское, административного центра района, и 38 км от города Владивосток, административного центра края. Абсолютная высота — 81 м над уровнем моря.

## Население
| 2002 | 2005 | 2008 | 2010 |
| ---- | ---- | ---- | ---- |
| 264  | ↗270 | ↘267 | ↘251 |

## Улицы
| - ул. Горная, - ул. Еловая, - ул. Заречная, - ул. Лесная, | - ул. Линейная, - ул. Луговая, - ул. Нагорная, - ул. Солнечная, | - ул. Таёжная, - ул. Тоннельная, - ул. Тупиковая, - ул. Центральная. |

## Транспорт
Посёлок связан автомобильной дорогой длиной 2,8 км с федеральной трассой М60 «Уссури». Ближайшая железнодорожная станция Надеждинская находится на расстоянии 2,5 км к югу.

## Махинации с земельными участками
В марте 2023 года бывший глава Надеждинского района Рустям Абушаев был объявлен в федеральный розыск по обвинению в мошенничестве и незаконном предпринимательстве. По версии следствия в 2019—2020-х годах он проводил незаконные сделки с земельными участками на территории посёлка Ключевой и полуострова Де-Фриз  площадью более 3 га и оценочной стоимостью в 54 млн руб. В апреле Абушаев, на тот момент мэр города Большой Камень, выложил в своем Telegram-канале видеоролик, в котором утверждает, что в качестве добровольца находится в зоне военных действий.